# Deering (Dakota del Nord)
Deering è un centro abitato (city) degli Stati Uniti d'America, situato nella Contea di McHenry, nello Stato del Dakota del Nord. Nel censimento del 2000 la popolazione era di 118 abitanti. La città è stata fondata nel 1903. Appartiene all'area micropolitana di Minot.

## Geografia fisica
Secondo i rilevamenti dell'United States Census Bureau, la località di Deering si estende su una superficie di 0,20 km², tutti occupati da terre.

## Popolazione
Secondo il censimento del 2000, a Deering vivevano 118 persone, ed erano presenti 33 gruppi familiari. La densità di popolazione era di 639 ab./km². Nel territorio comunale si trovavano 50 unità edificate. Per quanto riguarda la composizione etnica degli abitanti, il 94,07% era bianco, il 4,24% era nativo e l'1,69% apparteneva a due o più razze. La popolazione di ogni razza ispanica corrispondeva al 2,54% degli abitanti.
Per quanto riguarda la suddivisione della popolazione in fasce d'età, il 29,7% era al di sotto dei 18, il 9,3% fra i 18 e i 24, il 38,1% fra i 25 e i 44, il 16,1% fra i 45 e i 64, mentre infine il 6,8% era al di sopra dei 65 anni di età. L'età media della popolazione era di 31 anni. Per ogni 100 donne residenti vivevano 114,5 maschi.